# Hundarna från Söder
Hundarna från Söder är en svensk technogrupp från Södermalm, Stockholm. Bandet är en trio bestående av Daniel "Kool DJ Dust" Savio, Aksel Friberg och Tor "Mighty Thor" Löwkrantz. De har också släppt ett fåtal skivor under namnet Freudian Slippers.
Deras musik kan beskrivas som organisk electronica med inslag av dub, mjuka ljudlandskap och analoga ljud.
Gruppens debutalbum vann 2004 en Grammis i kategorin Bästa svenska klubb/dansakt.

## Diskografi

### Album
- Hundarna från Söder (Flora & Fauna, 2003)
- Troika (Flora & Fauna, 2005)